# Strelície královská
Strelície královská (Strelitzia reginae) je tropická rostlina s exotickým, ptáku podobným květem. Je jedním z pěti druhů rodu strelície a pochází z Jihoafrické republiky, kde v přírodě roste ve východních provinciích Východní Kapsko a KwaZulu-Natal. Do londýnské Královské botanické zahrady krále Jiřího III. se dostala roku 1773 a pro svůj neobvyklý, okouzlující vzhled dostala jméno po králově manželce Sophie Charlotte von Mecklenburg-Strelitz. Od té doby se rozšířila téměř do všech světadílů, kde se pěstuje jako pokojová nebo skleníková rostlina a v teplejších oblastech se vysazuje v zahradách a parcích.

## Ekologie
Rostliny potřebují propustnou, hodně výživnou půdu a dostatek světla. Minimální teplota ve které ještě rostou je +10 °C. Ve své domovině se obvykle vyskytují podél břehů vodních toků na plném slunci, méně často v polostínu pobřežních křovin a houštin. Na vlhkých stanovištích kde půda obsahuje dostatek humusu, vytvářejí široké shluky rostlin, které při dostatku tepla, vláhy a živin spolehlivě vykvétají v zimě a na jaře.

## Popis

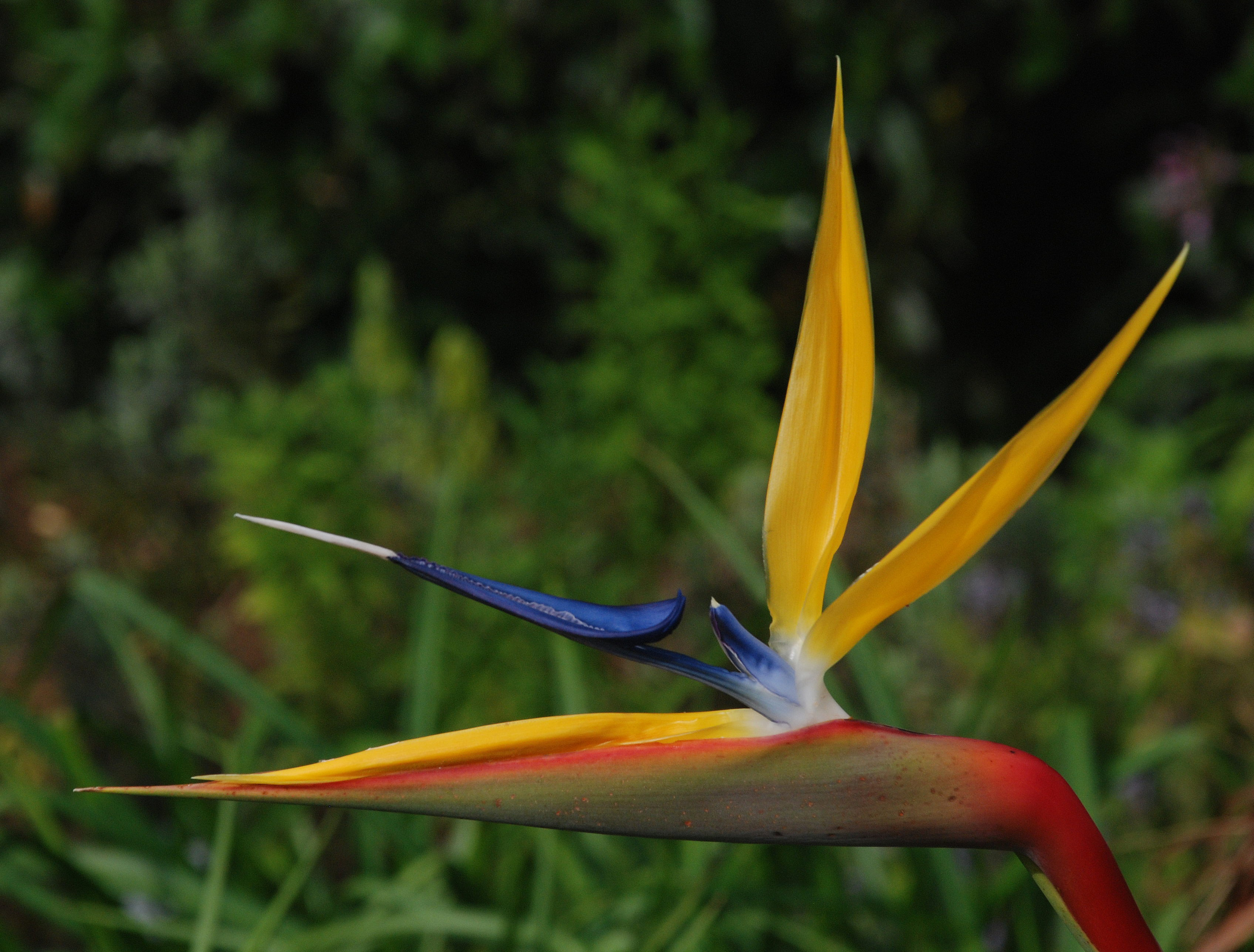
Květ strelície královské

Je to jednoděložná, vytrvalá, trsnatá, stálezelená bylina vysoká až 200 cm. Má shluk tlustých oddenků, ze kterých vyrůstají střídavé listy s pochvami a řapíky až 120 cm dlouhými. Tmavě zelené, protáhle oválné listové čepele bývají velké až 50 × 10 cm, jsou lysé, celokrajné a mají silnou střední žilku.
Květní stvol vyzvedává až nad listy květenství s jedním až šesti nepravidelnými, oboupohlavnými květy s vodorovně postaveným tuhým, kožovitým listenem člunkovitého tvaru (někdy nazývaným zobák nebo toulec). Listen je dlouhý až 20 cm a květy se z něj postupně vztyčují. Každý květ má tři velké oranžové kališní a tři modré korunní plátky, z nichž dva jsou spojené do modrého hrotu a obklopují pět tyčinek a bliznu na dlouhé čnělce. Květy produkují velké množství nektaru, za kterým přilétají hlavně včely nebo ptáci z čeledi strdimilovitých, kteří přistávají na listenu. Ptáci nektar rádi sají, ale na vlastním opylení se podílejí málo, pyl se jim při pití vysypává na nohy.
Plody jsou tvrdé, dřevnaté, trojpouzdré tobolky. Obsahující mnohá kulatá, černohnědá semena s oranžovým míškem. Rostliny se v přírodě rozrůstají oddenky a na větší vzdálenosti jejich semena roznášejí ptáci požírající plody. Uměle mohou být množeny rozdělováním velkých trsů nebo vyséváním pomalu klíčících semen, která se obvykle získávají ručním opylováním. Mladé semenáče rostou velmi pomalu a prvně kvetou za tři až pět let a rostliny vyrostlé ze semen nemusí mít vyšlechtěné vlastnosti rodičovských rostlin.

## Význam
Strelície královská je rostlinou s exotickými květy, která je v teplém podnebí poměrně nenáročná, odolná proti škůdcům a vyniká dlouhou životnosti květů používaných jako řezané květiny do váz. Ve středoevropských podmínkách je rostlinou pěstovanou ve vytápěných sklenících a zimních zahradách. V teplejších oblastech se používá jako nápadný architektonický prvek v zahradách a parcích. Specializované zahradnické podniky stále šlechtí nové variety s jinak zbarvenými a tvarovanými květy i s rozdílnou vzrůstnosti rostlin. Domorodí obyvatelé používají odvary z květů k léčbě zánětů žláz i pohlavních nemocí.

## Galerie

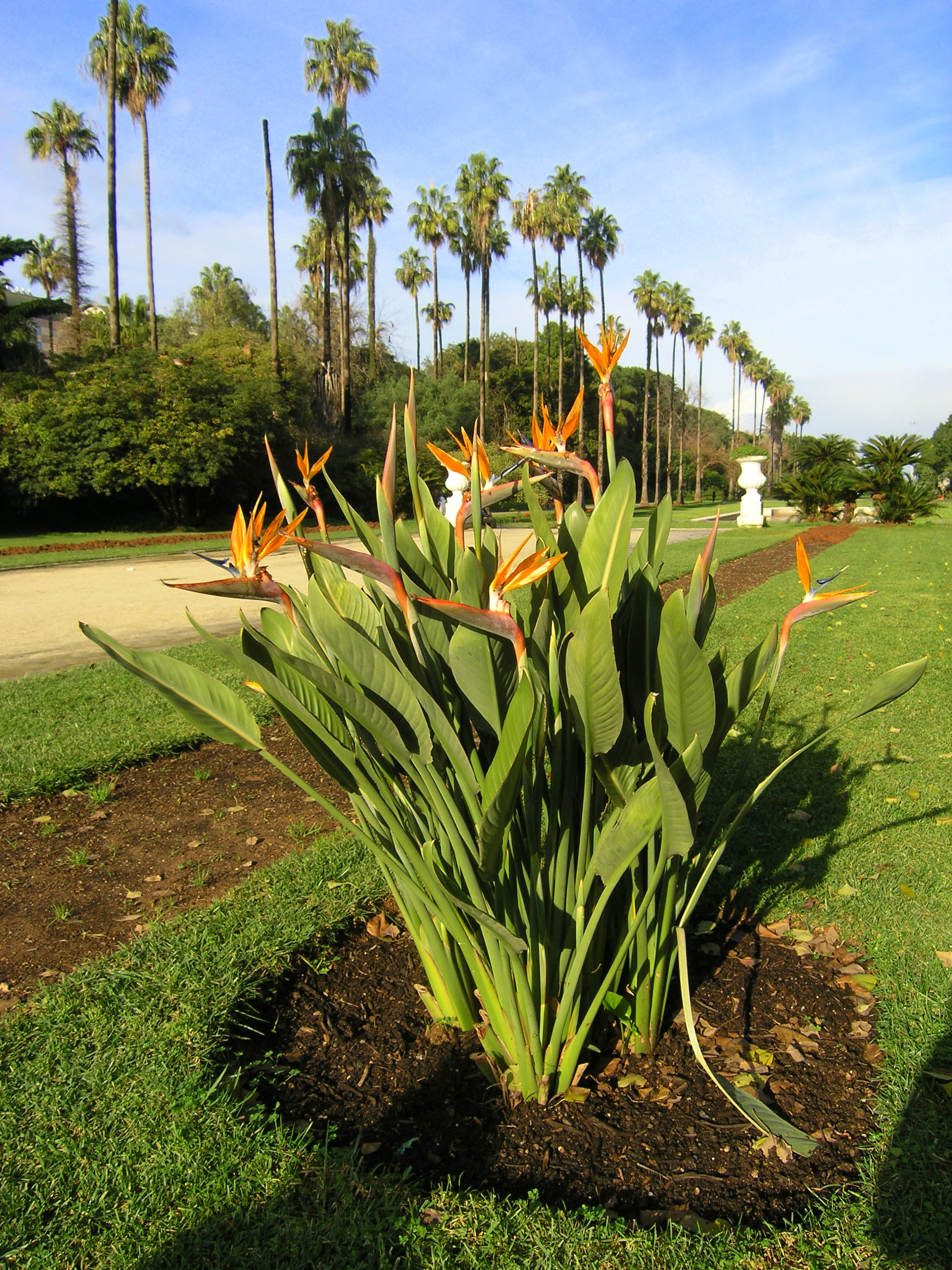
Skupina rostlin
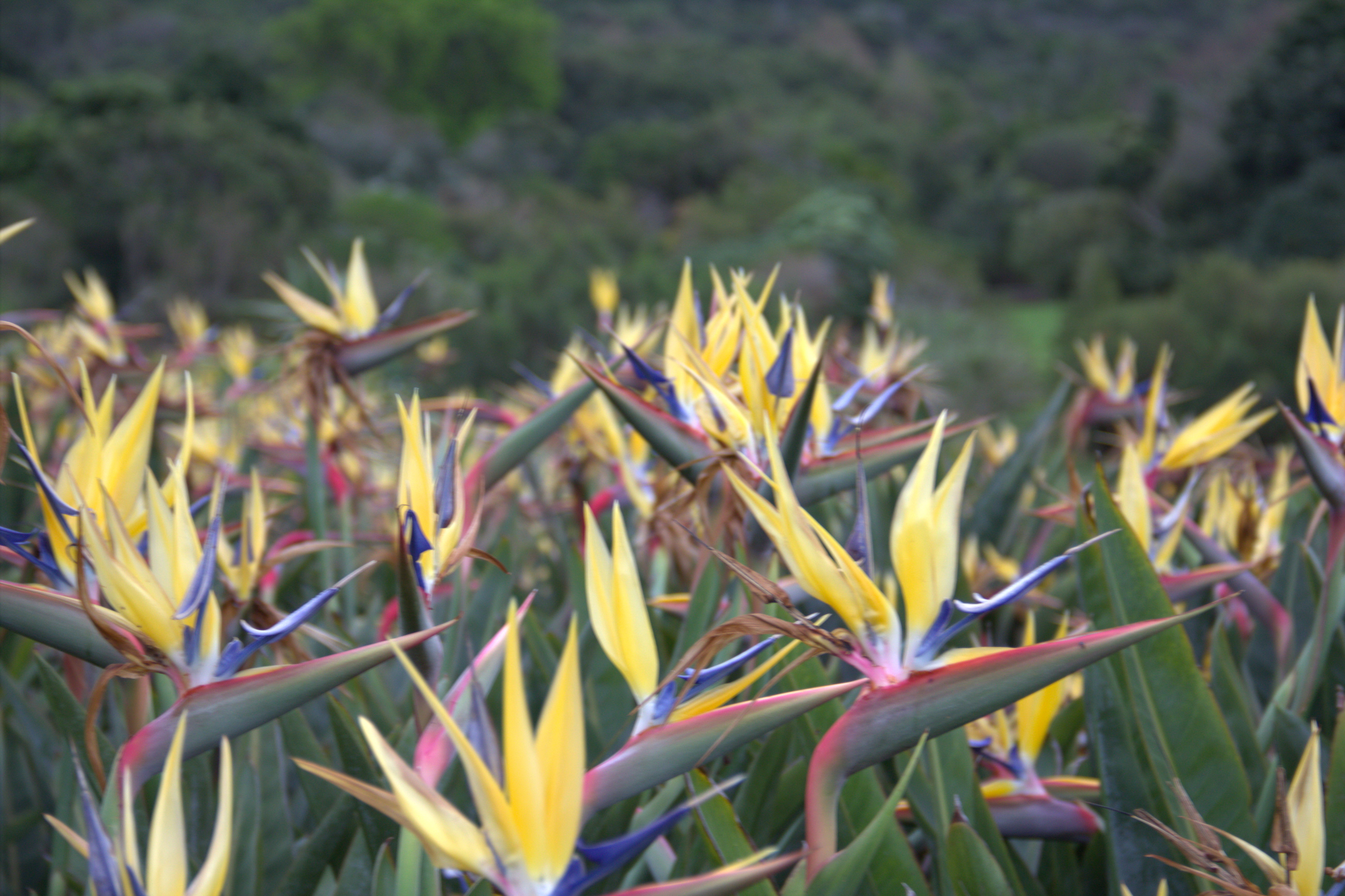
Varieta 'Mandela's gold'
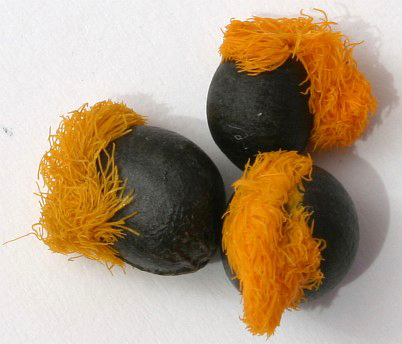
Semena s masíčkem
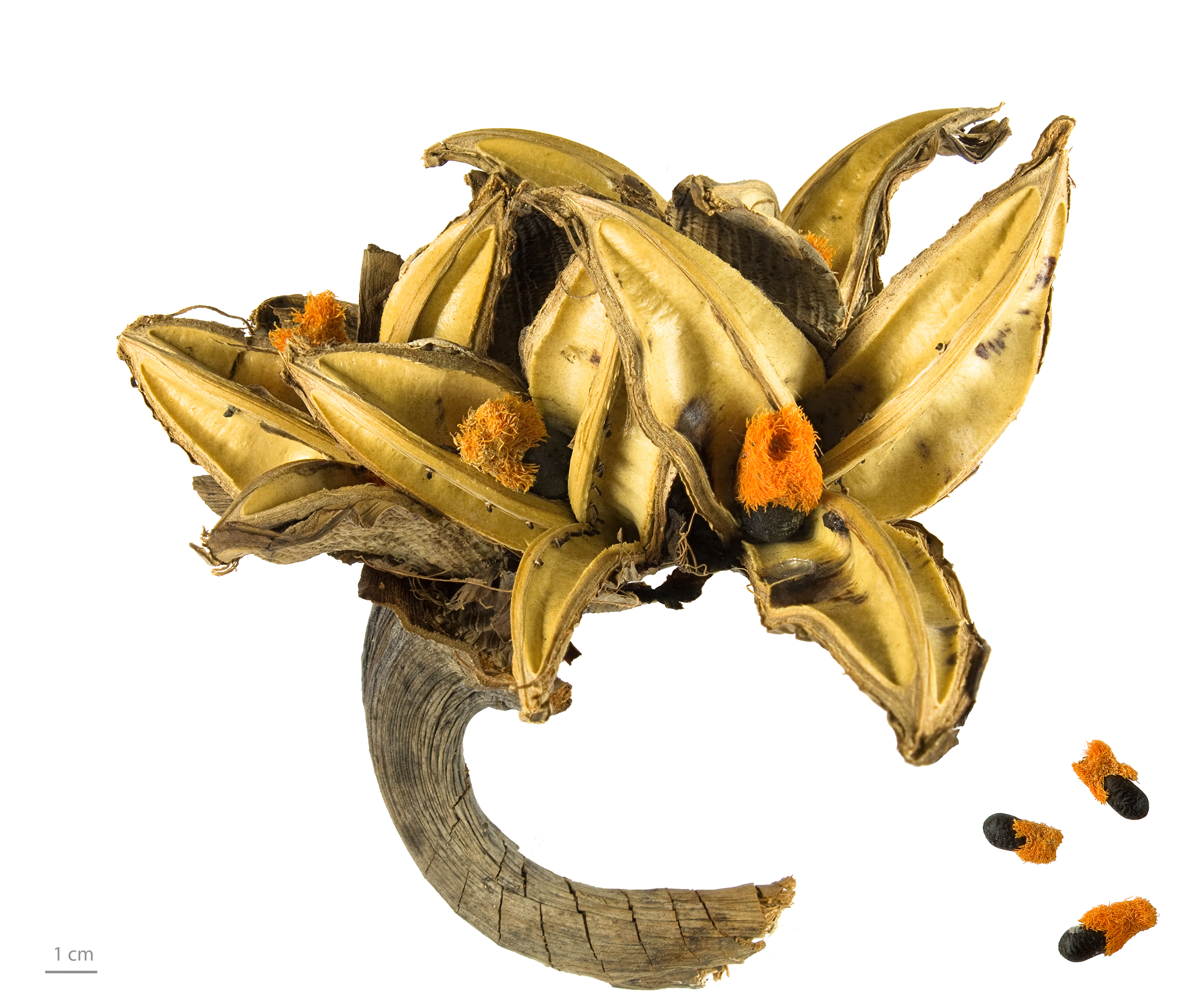
Suché plodenství